# 차희 (1960년)
차희(1960년 7월 6일 ~)는 대한민국의 연극배우이다.

## 생애
1960년 7월 6일 부산광역시 수영구 남천동에서 태어나 1979년 부산동여자고등학교를 거쳐 1983년 이화여자대학교 무용학과 졸업후 2001년 중앙대학교 예술대학원 공연영상학과를 졸업하고 1979년 서울로 상경하여 현재 극단 지금여기 대표를 맞고 있으며 연극배우로 데뷔해 많은 공연을 하고
결혼해 아들을 두고있다.

## 학력
- 1977년 ~ 1979년 부산동여자고등학교 (졸업)
- 1979년 ~ 1983년 이화여자대학교 무용학과 (졸업)
- 1997년 ~ 2001년 중앙대학교 예술대학원 공연영상학과 (졸업)

## 작품

### 연극
- 2013년 《혜경궁 홍씨》
- 2013년 《두 메데아》
- 2012년 《굴레 - 아! 독도》
- 2011년 《미스터 블로그》
- 2010년 《굴레 - 욕》
- 2009년 《시간 그 너머에》
- 2008년 《콜렉션》

### 드라마
- 《나의 해리에게》 (ENA, 2024년) - 양춘자 역